# Andrés Manuel López Obrador
Andrés Manuel López Obrador (zkráceně AMLO; * 13. listopadu 1953 Tepetitán, Tabasco) je mexický politik, od 1. prosince 2018 úřadující prezident Mexika. Zvolen byl v červenci 2018, kdy v prvním kole voleb obdržel přes 53 % hlasů. Je 65. mexickým prezidentem. Znovu kandidovat již nemůže, takže v úřadu skončí 30. září 2024.[zdroj?]
V roce 2000 byl zvolen starostou metropole Mexiko. V roce 2014 založil levicově orientované Hnutí národní obnovy, za které kandidoval v prezidentských volbách.